# Remungol
Remungol (bretonisch: Remengol) ist eine Ortschaft und eine ehemalige französische Gemeinde mit 936 Einwohnern (Stand: 1. Januar 2022) im Département Morbihan in der Region Bretagne. Sie gehörte zum Arrondissement Pontivy und zum Kanton Locminé. Die Bewohner hrißen Remungolais.
Mit Wirkung vom 1. Januar 2016 wurde Remungol mit den früheren Gemeinden Moustoir-Remungol und Naizin zu einer Commune nouvelle mit dem Namen Évellys zusammengelegt und hat in der neuen Gemeinde den Status einer Commune déléguée. Der Verwaltungssitz der Gemeinde befindet sich im Ort Naizin.

## Geografie
Remungol liegt im Zentrum des Départements Morbihan und gehört zum Pays de Pontivy. Der Ort befindet sich 35 Kilometer nordwestlich von Vannes, 15 Kilometer südöstlich von Pontivy und sieben Kilometer nordwestlich von Locminé. Remungol ist Schnittpunkt mehrerer Straßen. Die Wichtigste darunter ist die D1, die Remungol mit der westlich verlaufenden Regionalstraße D768 und der im Süden vorbeiführenden N 24 verbindet. Der nächstgelegene Anschluss an letztere ist in nur fünf Kilometer Entfernung westlich von Locminé. Der Ort liegt im Tal des Flusses Ével. Neben dem Fluss gibt es noch zahlreiche weitere Gewässer. Das größte ist der Teich Étang de Kergroix. Hinzu kommen einige kleinere Teiche und Weiher sowie die Bäche Fou, Kergouët und Moulin du Breil. Obschon nur geringe Teile des Gebietes von Wald bedeckt sind, gibt es mit dem Bois de Kergroix doch ein großes Waldstück.
Nachbarorte sind Moustoir-Remungol im Norden, Naizin im Nordosten, Moréac im Osten, Plumelin im Süden, Guénin im Südwesten sowie Pluméliau-Bieuzy im Westen.

## Geschichte
Der Ortsname ist aus der bretonischen Sprache abgeleitet. Das bretonische Wort remed, in der heutigen französischen Sprache remède, bedeutet „Heilmittel“; das bretonische Wort holl bedeutet „alle“. Remed-holl, Allheilmittel, wurde zu Remungol.
Im 13. Jahrhundert wurde Remungol erstmals urkundlich erwähnt. Vicomte Alain VI. de Rohan (1232–1304) erwarb 1273 Ländereien in Remungol. Die Seigneuries jener Zeit waren: Le Breuil, Kergrois, Kerveillo und La Madeleine. 1387 tauchte Remungol in einer Liste der Pfarreien im Pays de Vannes auf, das damals einem Bischofssitz der Diözese Bretagne entsprach.
Die frühere nördliche Nachbargemeinde Moustoir-Remungol hieß einst nur Moustoir und gehörte als sogenannte Trève zu Remungol. Im Laufe der Zeit verlor Remungol immer mehr Einfluss auf Moustoir, das 1790 zu einer eigenständigen Gemeinde wurde, die man Moustoir-Remungol nannte, um sie vom südlich Locminés gelegenen Moustoir-Ac zu unterscheiden.
1791 floh der Pfarrer von Remungol nach Spanien, sein Nachfolger wurde von konterrevolutionären Chouans ermordet.
1793 erhielt Remungol im Zuge der Französischen Revolution (1789–1799) den Status einer Gemeinde und 1801 das Recht auf kommunale Selbstverwaltung. Die Gemeinde gehörte zur historischen bretonischen Region Bro-Gwened (frz. Vannetais) und innerhalb dieser Region zum Gebiet Bro Baod (frz. Pays de Baud) und teilte dessen Geschichte. Von 1793 bis zu dessen Auflösung 1801 gehörte Remungol zum Kanton Pluméliau. Seither ist sie dem Kanton Locminé zugeteilt.

## Bevölkerungsentwicklung
| Jahr      | 1962 | 1968 | 1975 | 1982 | 1990 | 1999 | 2006 |
| Einwohner | 1107 | 1026 | 951  | 949  | 890  | 863  | 925  |

## Sehenswürdigkeiten
Auf dem Kirchplatz am Rand des Friedhofs steht ein Flurkreuz aus Granit, das 4,3 Meter hoch ist und im 16. Jahrhundert errichtet wurde. Es zeigt Abbildungen von Christus am Kreuz mit der Heiligen Mathilde und Maria Magdalena auf der Vorderseite, und auf der Rückseite die Jungfrau mit dem Kinde umgeben von zwei Aposteln. Das Kreuz wurde 1930 als Monument historique (historisches Denkmal) klassifiziert.
Die heilige Quelle Fontaine Sainte-Julitte wurde im 16. Jahrhundert in einer Gasse östlich der Kirche eingerichtet. Sie ist rechtwinklig von Mauern eingefasst, auf denen mehrere Statuen stehen. Am Bassin steht zusätzlich eine Statue des Julianus von Brioude. Die Quelle wurde 1934 in das Zusatzverzeichnis der Monuments historiques eingetragen (inscrit MH).
Weitere Sehenswürdigkeiten:
- Kirche Sainte-Julitte (auch Sainte-Juliette) aus dem 16. Jahrhundert, restauriert im 18. Jahrhundert
- Kapelle Sainte-Anne-du-Bâtiment aus dem 17. Jahrhundert im Dorf Le Bâtiment
- Kapelle Sainte-Madeleine aus dem 16.  Jahrhundert (renoviert im 18. Jahrhundert) in La Madeleine
- Kreuz auf dem Dorffriedhof aus dem 16. Jahrhundert
- Schloss Kergroix aus dem Jahr 1840
- Langhaus aus dem 19. Jahrhundert im Ortszentrum
- altes Haus Maison des Cordiers aus dem 17. Jahrhundert in der Rue du Bâtiment
- altes Haus mit Gebetsnische aus dem 19. Jahrhundert in Kergroix

## Wirtschaft
Wichtige Erwerbszweige sind Handel und Landwirtschaft (u. a. Schweine-, Rinder- und Geflügelzucht).

## Persönlichkeiten
- Jean Gainche (* 1932), Radrennfahrer